# Matra R511
Le missile Matra R511 est un missile air-air à guidage électromagnétique semi-actif conçu par Matra dans les années 1950/1960. Il s'agit du premier missile air-air français opérationnel. Le missile est très vite dépassé en termes de guidage par le Matra R530.

## Conception et développement

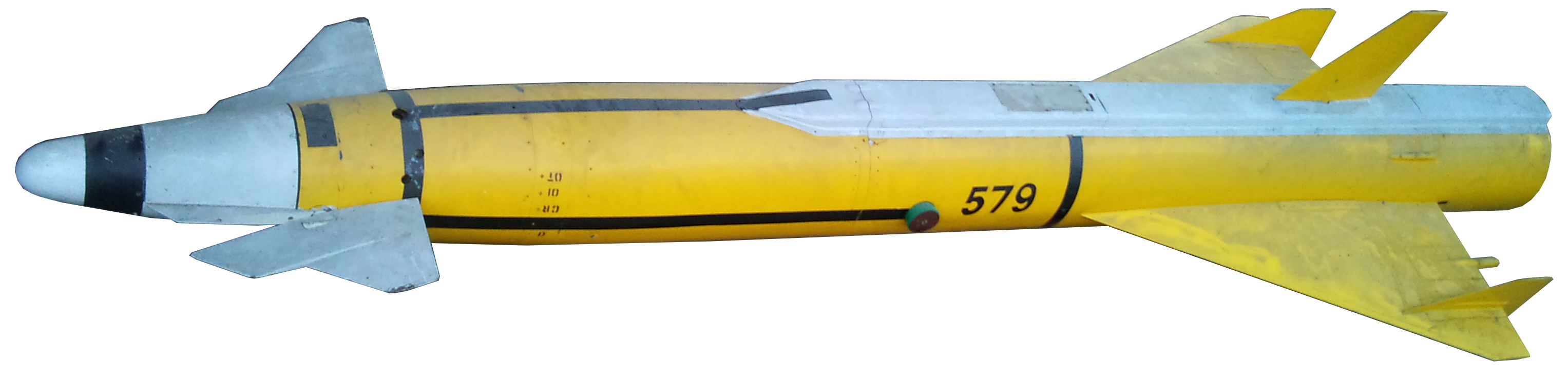
Un Matra R511.

En 1946, l'armée française passe commande d'études pour des « engins spéciaux » – nom donné à l'époque aux missiles – auprès des différentes entreprises publiques et privées de fabrication d'armement. Ainsi, pour les entreprises publiques, le Service technique de l'aéronautique (STAé) confie à l'Arsenal de l'aéronautique l'étude des missiles air-air, air-sol, antichar et d'engins-cibles tandis que la SNCAC-SNCASE se voit confier la responsabilité des missiles sol-sol et sol-air. Côté entreprises privées, Matra doit étudier les missiles air-air, air-sol et sol-air, et Études et constructions aéronautique (ECA), les engins-cibles.
Le but de ces études est alors de doter la France de moyens de lutte contre les bombardiers soviétiques. Pour ce faire, deux types de missile sont développés : les missiles sol-air pour l'interception à longue et moyenne portée et les missiles air-air pour l'attaque à courte portée. Matra et Arsenal de l'aéronautique choisissent alors deux voies de développement différentes. Arsenal de l'aéronautique, se basant sur les technologies issues des recherches allemandes de la Seconde Guerre mondiale, privilégie le téléguidage du missile depuis le poste de pilotage du chasseur. Cette méthode a pour avantage d'être rapidement opérationnelle mais présente le défaut de compliquer la tâche du pilote et d'être moins réactive, son avenir à terme est donc limité. De son côté, Matra opte pour la solution des autodirecteurs, libérant ainsi le pilote de cette tâche. Cette solution, bien que prometteuse, implique de développer des techniques encore inconnues et donc forcement plus longue à mettre en service.
Les missiles étant un domaine nouveau pour Matra, celle-ci se lance en 1949 dans la conception de deux prototypes pour définir la forme aérodynamique la plus adaptée. Ceux-ci sont baptisés R051 et R052 selon la nomenclature établie par Roger Robert, le directeur technique de Matra : « R0 » indiquant un missile expérimental. Les deux missiles ont un diamètre de 280 mm et une masse de 180 kg. Le R051 est équipé d'une aile delta et d'un plan canard à l'avant, tandis que le R052 reçoit un empennage cruciforme. Les deux prototypes subissent d'abord des essais en soufflerie puis des essais en vol. Ces essais conduisent Matra à adopter la solution du R051 car considérée comme étant dotée de la meilleure configuration aérodynamique pour le passage du régime transsonique et pour sa facilité d'intégration sous l'avion. Le premier tir d'un missile inerte a lieu en 1951,. Ces essais en vol permettent à Matra d'améliorer sa connaissance des lois aérodynamiques et des technologies de pilotage, ils permettent aussi de choisir le motoriste : Hotchkiss-Brandt qui développe le moteur-fusée à propergol solide à deux étages. Ce moteur est constitué d'un accélérateur produisant 1 588 kg de poussée pendant 3 secondes et puis un second étage propulse le missile pendant 13,5 secondes en délivrant une poussée de 181 kg.
En septembre 1953, le premier tir d'un R051 doté d'un autodirecteur optique Drivomatic H01 produit par Thomson a lieu à Colomb-Béchar, il s'agit du premier tir d'un missile français autoguidé. Le tir est considéré comme un succès le missile réussissant à suivre sa cible – le soleil levant – pendant environ 30 secondes. En 1953, après 4 ans d'étude et de mise au point, il est considéré comme opérationnel, et est redésigné R510 – toujours selon la nomenclature Matra, « R5 » indique un missile air-air, le « 1 » la première génération, et le « 0 » la variante. Les essais continuent et début 1956 l'armée de l'Air passe commande de 100 R510 de série pour tester les compétences industrielles de Matra. Cette production de série est un vrai défi pour l'entreprise, celle-ci n'ayant aucune expérience de la production de missiles en série ; les missiles assemblés jusqu'alors étaient des prototypes mis au point jusqu'au dernier moment. Il faut maintenant passer à une production de série qui ne permet plus ces changements de dernière minute. Les missiles sont alors assemblés dans l'usine rue d'Aguesseau à Boulogne-Billancourt.
Le R510 avec son aile delta et son plan canard et a un pilotage de type « twist and steer » ; il utilise ses gouvernes « canard » pour le contrôle en tangage et la dérive ventrale pour la stabilisation en lacet et l'orientation en roulis. Le missile est guidé sur une courbe de poursuite dans le secteur arrière de l'objectif. Une fusée de proximité fonctionnant par radar, fabriquée par Thomson, met à feu de la charge à fragmentation de 25 kg dès que le missile est assez proche de sa cible.

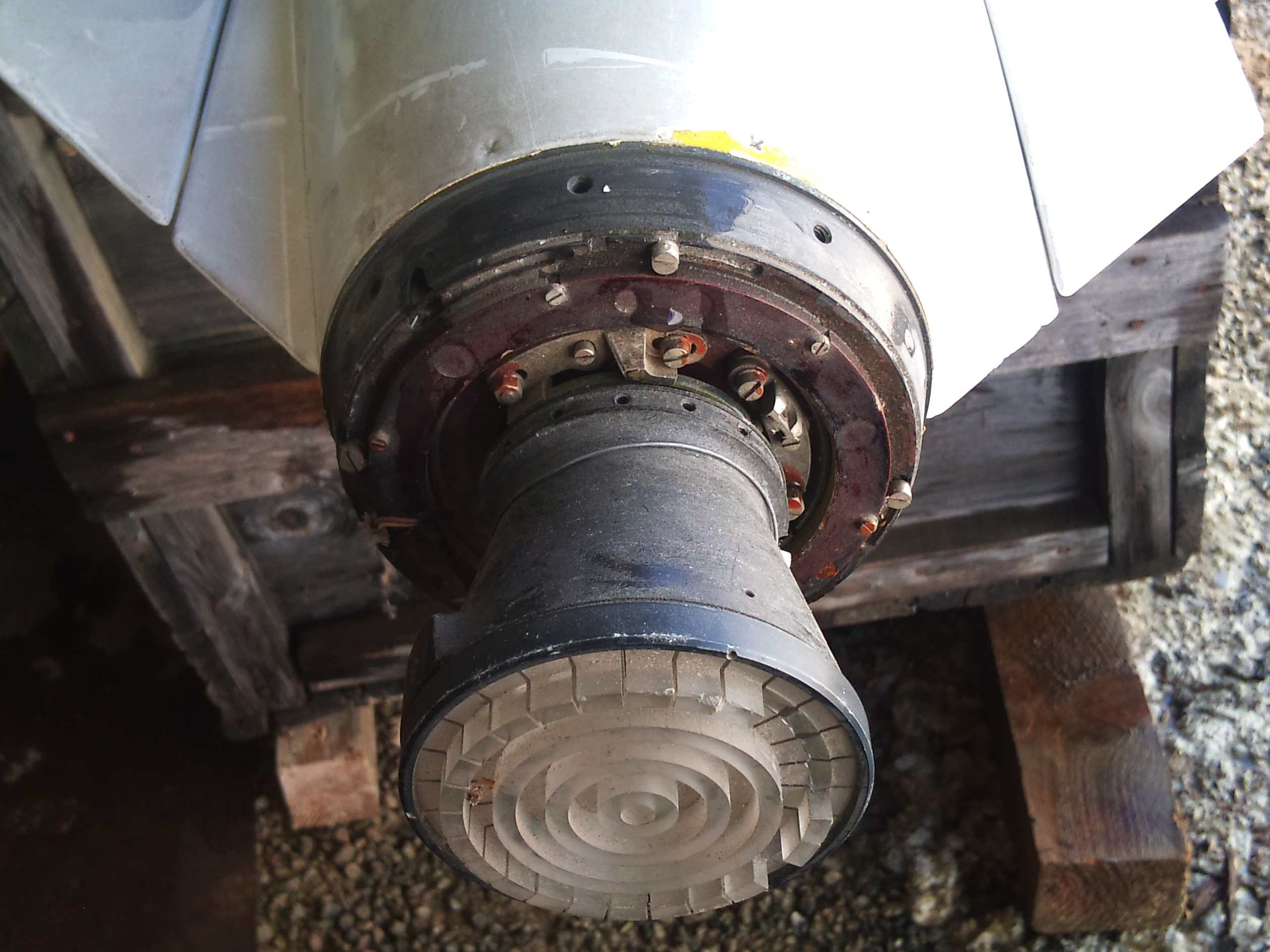
Autodirecteur électromagnétique de R511.

Matra développe ensuite un autre missile à guidage par radar semi-actif basé sur le R510/R051 mais d'un diamètre légèrement inférieur (263 mm) et plus léger. En effet le principal défaut du R510 est de ne pouvoir être utilisé que de jour et par temps clair pour que l'autodirecteur optique puisse identifier sa cible. Au printemps 1956, une maquette aérodynamique du R511 est tirée puis à la fin de l'année a lieu le premier tir d'un R511 doté de son autodirecteur électromagnétique semi-actif Thomson-Houston. Les essais sont effectués par le CEV à partir de Meteor NF.11 et le missile abat sa première cible CT.20 en 1959. Ce nouveau capteur permet l'utilisation du missile par tous les temps et de nuit. Parallèlement, Matra étudie une version à guidage infrarouge du R511 dont l'étude lui a été commandée par le STAé. Le capteur est fabriqué par la société Turck (absorbée en 1957 par la Société anonyme de télécommunication devenue Sagem). L'autodirecteur infrarouge est d'abord monté sur le R051 de 1956 à 1957 puis sur le R511. Les essais de ce système de guidage permettent de déterminer qu'il ne peut être utilisé que de nuit, et seulement par temps clair, les recherches sont donc arrêtées en 1958 au profit de la version à guidage radar plus polyvalente.
Le R511 EM correspondant mieux aux besoins de l'armée française, il est commandé en 1958 à 900 exemplaires pour équiper les Vautour IIN, les Mirage IIIC et les Aquilon, il devait aussi équiper le chasseur SE.212 Durandal mais son développement fut stoppé. Les missiles sont fabriqués à l'usine de Salbris de 1961 à 1966. Ce missile n'est qu'une solution provisoire car l'arrivée du Mirage IIIC en 1957 avec son radar Cyrano plus performant que le CSF DRAC-32A du Vautour IIN ne permet pas d'utiliser les pleines capacités du radar et ses performances sont insuffisantes vis-à-vis des productions étrangères. Il reste opérationnel jusqu'en 1964 dans l'armée de l’air et jusqu'en 1973 dans l'aéronavale avant d'être remplacé par le R530 lui aussi conçu par Matra.